# 熊育锐
熊育锐，江西南昌人，是一名清朝政治人物。
熊育锐曾于1905年接替李乐善任嘉定县知县一职，1906年由张孚襄接任。